# Haiti ai Giochi della VIII Olimpiade
Haiti partecipò ai Giochi della VIII Olimpiade, svoltisi a Parigi dal 4 maggio al 27 luglio 1924,  
con una delegazione di 8 atleti impegnati in 2 discipline.
aggiudicandosi una medaglia di bronzo.

## Medagliere

### Per discipline
| Sport  | Oro | Argento | Bronzo | Totale |
| ------ | --- | ------- | ------ | ------ |
| Tiro   | 0   | 0       | 1      | 1      |
| Totale | 0   | 0       | 1      | 1      |

### Medaglie
| Medaglia | Atleta                                                                        | Sport | Evento           |
| -------- | ----------------------------------------------------------------------------- | ----- | ---------------- |
| Bronzo   | Ludovic Augustin Astrel Rolland Ludovic Valborge Destin Destine Eloi Metullus | Tiro  | Fucile a squadre |